# Lucile Watson
Lucile Watson (Quebec, 27 mei 1879 - New York, 24 juni 1962) was een Canadees-Amerikaans actrice.
Watson werd geboren in Canada en groeide op in een klooster. Later verhuisde ze naar de Verenigde Staten en studeerde ze aan de American Academy of Dramatic Arts. Vervolgens maakte ze in 1900 haar debuut op Broadway en volgde haar grote doorbraak al in 1902. In de jaren 10 was ze getrouwd met acteur Rockliffe Fellowes en in 1916 was ze voor het eerst te zien in een stomme film. Toch zou haar filmdoorbraak pas komen in 1936, in The Garden of Allah.
Watson trouwde in 1928 met schrijver Louis Evan Shipman. Hij overleed in 1933. Ze trouwde hierna niet meer. Watson staat bekend om het vertolken van bijrollen in verscheidene films uit de jaren 30 en 40. Ze werd doorgaans gecast als de moeder, grootmoeder, dienstmeid of heldin en wordt om die reden ook wel een karakteractrice genoemd. Ze werd eenmaal genomineerd voor een Oscar, voor haar rol in Watch on the Rhine (1943). Haar bekendste rol is die van tante March in Little Women (1949). In 1954 ging ze met pensioen. Ze overleed 8 jaar later op 83-jarige leeftijd aan een hartaanval.